# Sheraton, Stockholm
Sheraton Stockholm Hotel  är ett hotell i hörnet Vasagatan och Tegelbacken i Stockholms city ritat av AOS Arkitekter och invigdes 1971. Hotellet har idag 465 rum vilket gör det till ett av Sveriges största hotell. Byggnaden anses vara av högt kulturhistoriskt värde, även om insidan kraftigt byggdes om 2007. Hotellet var det första Sheratonhotellet i Europa.

## Historia

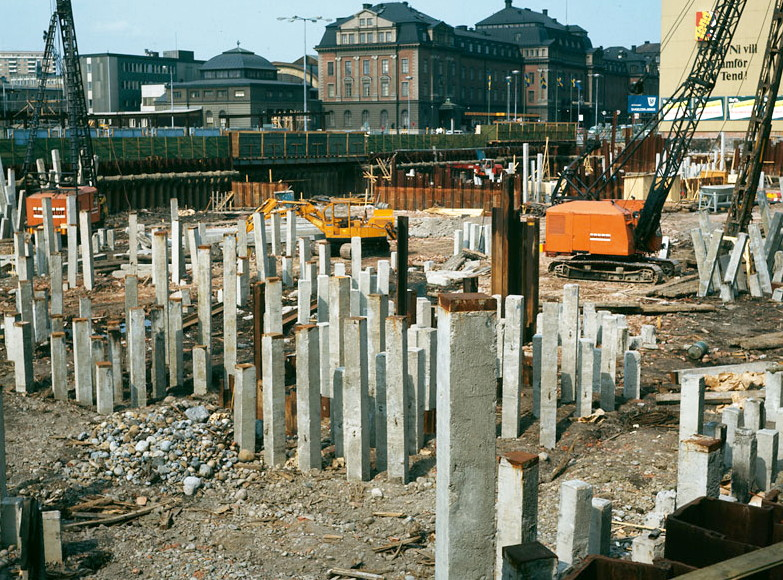
Pålningsarbetena, 1968.

Sheraton uppfördes på kvarteret Snäckan i samband med den omfattande Norrmalmsregleringen som kraftig förändrade Stockholms innerstad och området kring Tegelbacken. Tidigare fanns i detta kvarter bland annat Nya Banken mellan 1912 och 1920. Söder om nuvarande Sheraton, mitt på Tegelbacken, låg Kronprinsens stall. I denna byggnad låg caféet Tysta Mari som gett namn åt den överbyggda gångväg (Tysta Marigången) som går genom kvarteret i bottenplanet. Arbetet med att bygga det nya hotellet var en del av den genomgripande ombyggnaden av Tegelbacken som pågick 1959–1971.

## Byggnad

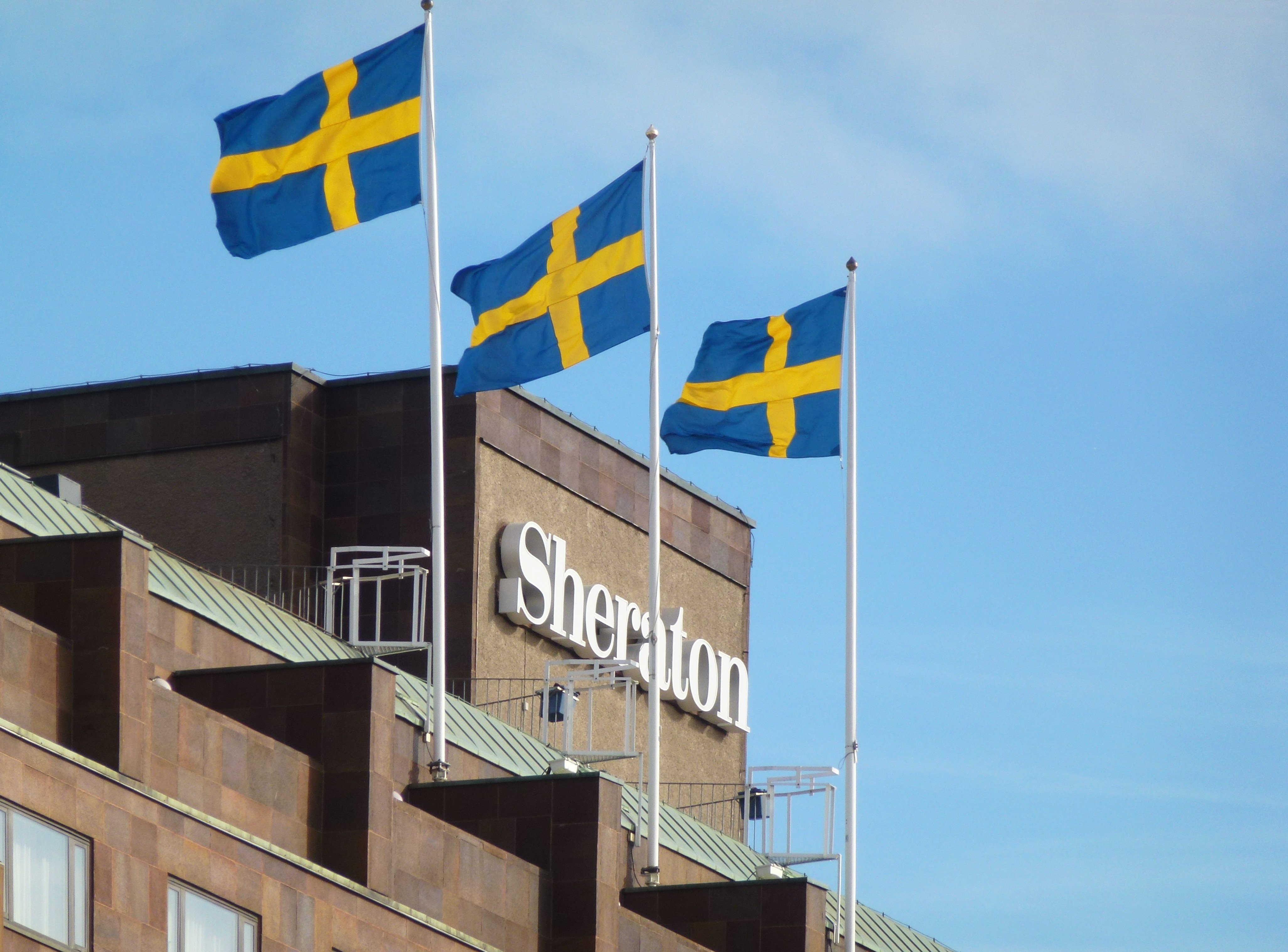
Takpåbyggnad med flaggspel.

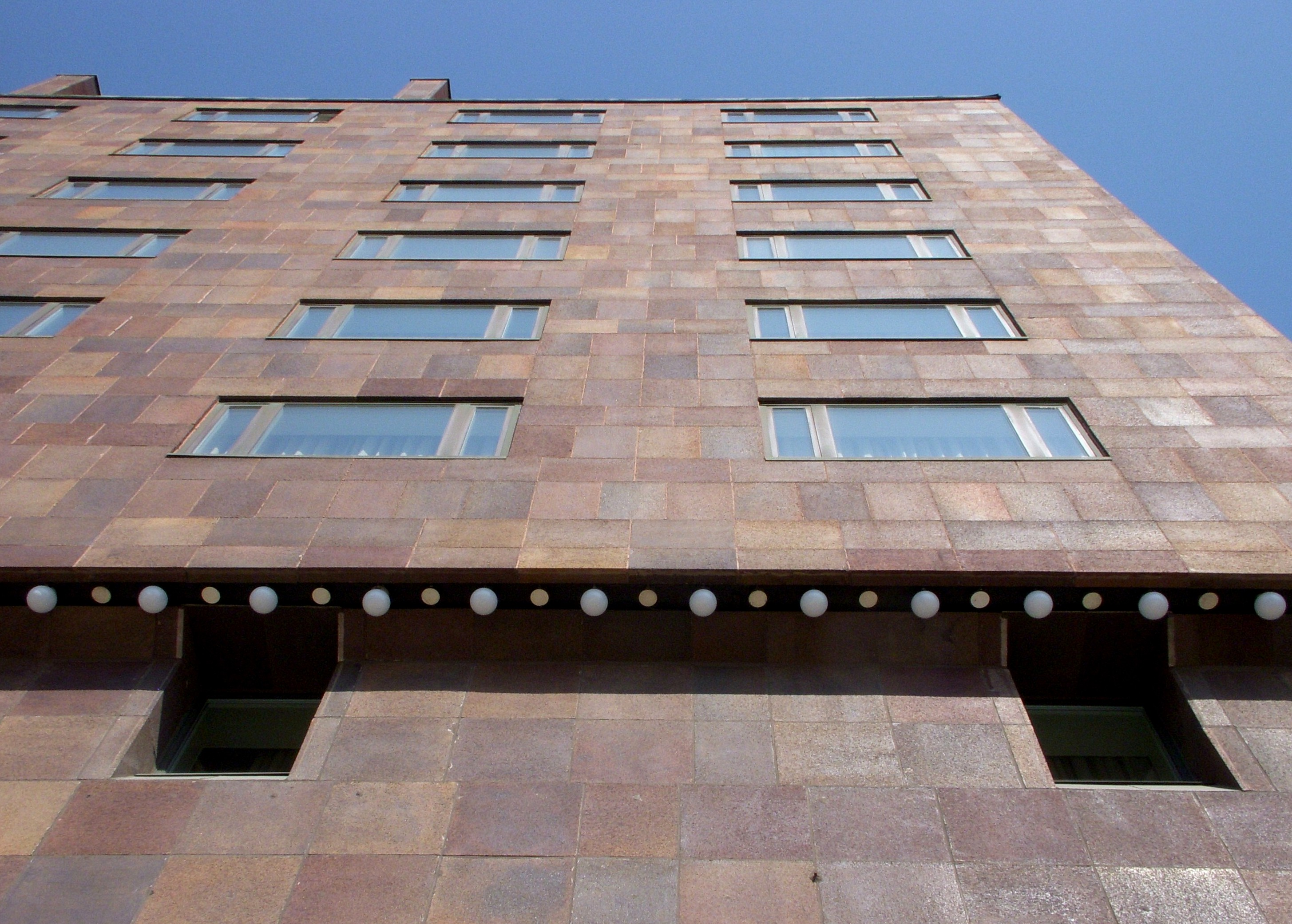
Chamottefasaden mot Vasagatan.

Huset ritades av AOS Arkitekter och uppfördes 1969-1971. Hotellet har nio våningar plus takvåning och har en brunröd fasad i glaserat fasadchamotte mot Vasagatan och Tegelbacken, mot Herkulesgatan brun sprutputs. Gårdsfasaden har vit sprutputs och på gården finns en portal bevarad från Wredeska palatset. Fasadplattorna har en storlek av 50x50 cm respektive 70x30 cm och levererades av Ifö-verken i Bromölla.
En omfattande invändig renovering genomfördes 2007 där hela interiören byttes ut och bland annat den klassiska pianobaren försvann, konferensutrymmena utökades och rummen byggdes om.

### Kulturhistorisk klassning
Under våren 2007 genomfördes en omfattande inventering av fastigheterna på Norrmalm som uppfördes mellan 1960 och 1989 av Stadsmuseet i Stockholm. Bebyggelsen klassificeras i fyra kategorier efter deras kulturhistoriska värde. Sheraton var ett av de fjorton hus som fick en blåmarkering, vilket innebär "att bebyggelsen bedöms ha synnerligen höga kulturhistoriska värden".